# Pseudowut
Die Pseudowut oder Aujeszkysche Krankheit (auch Pseudorabies, Pseudolyssa, Juckseuche, Juckpest, Infektiöse Bulbärparalyse, Tollkrätze, Morbus Aujeszky oder Aujeszky-Krankheit) ist eine durch das Aujeszky-Virus hervorgerufene, anzeigepflichtige Tierseuche mit geringer Pathogenität für den Menschen. Der Erreger gehört zur Familie der Herpesviren, Subfamilie Alphaherpesvirinae, Genus Varicellovirus und wird auch Pseudorabiesvirus (PrV) oder Suides Herpesvirus 1 (SuHV-1) genannt. Sein eigentlicher Wirt sind Schweine (Suidae). Die Krankheit ist nach dem ungarischen Tierarzt Aladár Aujeszky benannt. Der Name „Pseudowut“ bezieht sich auf den beim Hund ähnlichen Verlauf wie bei der Tollwut, beide Erkrankungen haben aber sonst wenig gemein.

## Epidemiologie und Symptome
Bei nahezu allen Säugetieren verläuft die Infektion tödlich. Primaten und somit auch Menschen sind jedoch für das Virus nicht empfänglich. Beim Schwein verläuft sie als zyklische Allgemeininfektion mit Virusausbreitung über Lymph- und Blutgefäße und Nerven. Zentralnervensystem und die Schleimhäute des Respirationstraktes sind bevorzugte Manifestationsorgane. Wie bei allen Herpesinfektionen gibt es bei SuHV-1 bei Schweinen eine latente (meist lebenslange) Infektion, welche insbesondere unter Stress reaktiviert wird.
Bei Rindern, Hunden, Wölfen, Katzen und Schafen kommt es schnell zu einer Gehirn- und Rückenmarksentzündung mit zentralnervösen Erscheinungen, bei Rindern und Hunden zusätzlich zu starkem Juckreiz, und danach zum Tod des Tieres. Alle diese sogenannten „Endwirte“ scheiden zu keinem Zeitpunkt das Virus aus und müssen sich via Hausschwein oder Wildschwein angesteckt haben (eventuell auch über verseuchte Gerätschaften, verschmutzte Stiefel und so weiter). Als besonders gefährdet gelten Jagdhunde, wegen ihres Kontakts zu erlegten Wildschweinen. Von 2013 bis 2023 wurde in Deutschland eine Infektion bei 9 Jagdhunden sicher nachgewiesen.
Saugferkel zeigen neuronale Symptome mit Ataxien und Krämpfen, meist verenden sie innerhalb weniger Tage. Schweine in einem Alter von mehr als vier Wochen überleben die Krankheit, sie sind die
eigentlichen Hauptwirte des Virus. Jüngere Schweine zeigen noch neurale Symptome, Mastschweine zeigen respiratorische Symptome. Die Krankheit führt in den Schweineproduktionsbetrieben zu großen Verlusten einerseits durch die Ferkelsterblichkeit, andererseits durch die verminderten Tageszunahmen und die damit verbundenen verlängerten Mastperioden. Die Ansteckung erfolgt über direkten (von Schwein zu Schwein) oder indirekten Kontakt (Lastwagen nicht gereinigt, Futterlieferanten, Besucher), in seltenen Fällen auch über die Luft. Die häufigste Ansteckungsquelle sind zugekaufte latent infizierte Zuchttiere (Ortswechsel → Stress → Reaktivierung) oder infizierte Mastferkel.

## Untersuchungsmethoden
Da die Tiere vor dem Einsetzen einer Antikörperproduktion gegen das Virus sterben, ist eine Diagnosestellung aus einer Blutprobe nicht möglich. Der Nachweis des Virus erfolgt an Gewebe nach dem Tod des Tieres anhand Immunhistochemie, Virusisolation oder einer PCR.

## Bekämpfung
Pseudowut ist anzeigepflichtig und wird in vielen Ländern staatlich bekämpft. In Deutschland besteht für die Erkrankung Anzeigepflicht nach dem Tiergesundheitsgesetz (TierGesG) für Hausrinder und -schweine. Auch nach dem österreichischen Tierseuchengesetz ist die Pseudowut eine anzeigepflichtige Tierseuche.
Sanierungsmaßnahmen beinhalten die Überwachung der Schweinepopulation durch regelmäßige Blutproben, Sanktionen wie die Sperrung von Betrieben sowie die Keulung.
Es besteht ebenfalls die Möglichkeit einer Impfung, diese wird in stark verseuchten Gebieten mit Erfolg angewandt, allerdings schützt sie nur vor den Symptomen (keine Verluste für den Bauern), nicht vor einer Infektion. Auch geimpfte Tiere können latente Herpesinfektionen aufweisen und diese gegebenenfalls in eine ungeimpfte Population einschleppen. Daher muss in offiziell anerkannten virenfreien Ländern die Impfung verboten werden (wie z. B. in der Schweiz). Eine große Gefahr stellt die Einschleppung der Krankheit durch Wildschweine in artgerechte Schweinehaltungen (mit Auslauf im Freien) dar. Die Bejagung des Schwarzwildes hat eine präventive Funktion gegen die Ausbreitung.

## Pseudowut-freie Länder
In Europa sind (Stand 27. November 2023) hinsichtlich von Hausschweinen Belgien, Estland, Finnland, Frankreich, Irland, Luxemburg, Niederlande, Norwegen, Österreich, Polen, Schweden, Schweiz, Slowakei, Slowenien, Tschechien und Ungarn Pseudowut-frei, in Litauen, Italien, Portugal und Spanien laufen Programme zur Ausrottung der Erkrankung.
Die Erklärung der Freiheit von der Erkrankung schließt allerdings nicht aus, dass gelegentlich Fälle von Aujeszky-Krankheit beim Wildschwein oder bei Hunden mit Kontakt zu Wildschweinen auftreten. So wurden in Südostfrankreich bei 30 %, in Deutschland bei 12 %, auf der Iberischen Halbinsel bei 42,6 % und in Nordwestitalien bei 10 % der Wildschweine das Virus serologisch nachgewiesen. Daher treten auch im deutschsprachigen Raum immer wieder Fälle dieser Krankheit auf.